# Molí d'en Pujol
El Molí d'en Pujol és un molí situat en el terme municipal de Moià, a la comarca del Moianès. Està situat a l'extrem de llevant del nucli urbà de Moià, al nord del punt quilomètric 28 de la carretera N-141c just al nord de l'extrem de ponent del pont pel qual aquesta carretera travessa el curs de la riera de Passerell, a la sortida est de la vila de Moià. Forma part de l'Inventari del Patrimoni Arquitectònic de Catalunya.

## Descripció
L'estructura conté dues parts: la construcció de llevant, destinada a fàbrica de farines, i la de ponent a habitacle. L'edifici de la fàbrica té tres plantes remarcades per un petit fris, i adossada hi ha, reformada, l'antiga casa del molí. La coberta és a dues vessants, amb testera de balustrada simple, de rajol, conjugant amb la balustrada que corona la casa de l'antic molí, on hi ha un rellotge de sol, restaurat. L'edifici és proveït de finestrals a totes les cares, que il·luminaven l'edifici. Als darreres hi ha un gran terrat. L'accés a la fàbrica es feia mitjançant tres portes, una avui tapiada, una altra proveïda de graons a una alçada adequada per carregar sacs, i la darrera a peu pla.
Als baixos de l'edifici es conserva un conjunt de peces que feien funcionar el molí hidràulic del molí del Pujol. Es conserven tots els estris necessaris per al funcionament del molí, des de la roda que feia moure l'eix, dues tramuges, dos jocs de moles amb els seus rodets corresponents, una mola de recanvi amb la seva grua per facilitar-ne el moviment, així com tots els estris necessaris per a la seva reparació i manteniment. No es conserva ni la bassa ni part del rec.

## Història
La construcció que avui rep el nom del Molí del Pujol, és una construcció de principis de segle, acabada l'any 1909, moment que l'antic molí hidràulic que hi havia, es va reformar per passar a Fàbrica de farines que treballava mitjançant l'energia mecànica. De l'antic molí fariner se'n tenen referències des del s.XVI, aleshores conegut amb el nom de "molí de Cladelles". Avui part del rec ha desaparegut i la bassa ha estat coberta, conservant-se només la part interior. Funcionà fins a la dècada de 1930, moment que les aigües que l'alimentaven (les de la font Crespiera) van ser necessàries per al poble de Moià. Després només va funcionar esporàdicament, quan ho permetien les aigües de la riera del Passarell. Actualment no funciona i s'han deixat els estris de manera testimonial.